# John Stanley (1er baron Stanley d'Alderley)
Pour les articles homonymes, voir John Stanley (homonymie).
John Thomas Stanley (26 novembre 1766 - 23 octobre 1850) est un pair et un homme politique britannique.

## Biographie
Il est le fils de John Thomas Stanley (6e baronnet) (1735-1827), et frère aîné d’Edward Stanley, évêque de Norwich. À la mort de son père en 1807, il lui succède comme baronnet et hérite du siège familial à Alderley Park dans le Cheshire. Cette branche de la famille Stanley est issue de John Stanley, troisième fils de Thomas Stanley (1er baron Stanley) (son fils aîné, Thomas, est nommé comte de Derby en 1485). Sa mère est Margaret Owen, héritière du domaine de Penrhos à Anglesey et il est nommé haut-shérif d'Anglesey pour 1809.
Il est élu à la Chambre des communes pour Wootton Bassett en 1790, poste qu'il occupe jusqu'en 1796. Il est également élu membre de la Royal Society en 1790 . En 1839, il est élevé à la pairie sous le nom de baron Stanley d'Alderley, dans le comté de Chester.
Il meurt à Alderley Park en octobre 1850, à l'âge de 83 ans. Son fils Edward lui succède alors, qui a déjà été élevé au rang de pair à part entière sous le nom de baron Eddisbury.

## Famille
Il épouse Maria Josepha, fille de John Baker Holroyd (1er comte de Sheffield), en 1796. Elle est décédée en 1863. Ils ont 11 enfants, avec des fils jumeaux et sept filles qui ont survécu pour devenir des adultes, dont : 
- Edward John (1802-1869), jumeau aîné qui hérite du titre;
- William Owen Stanley (1802–1884), jumeau cadet et homme politique du parti libéral
- Lucy Anne épouse Marcus Theodore Hare [2]
- Isabella Louisa (1801-1839) épouse William Edward Parry
- Matilda Abigail épouse Henry John Adeane[3]